# Fontaine Saint-Clair (Réguiny)
La fontaine Saint-Clair est située au lieu-dit «Saint-Clair» à Réguiny dans le Morbihan.

## Historique
La fontaine Saint-Clair fait l’objet d’une inscription au titre des monuments historiques depuis le 24 février 1944.